# William Townsend (Politiker)

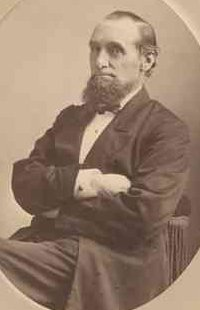
WilliamTownsend (1882)

William Townsend (* 1821 in Southwark, Surrey, England; † 25. Oktober 1882) war ein australischer Politiker, der unter anderem zwischen 1857 und 1882 Mitglied des South Australian House of Assembly sowie von 1876 bis zu seinem Tode 1882 Vorsitzender der Ausschüsse und dadurch stellvertretender Sprecher des House of Assembly war. Ferner bekleidete er Ministerämter in verschiedenen Regierungen.

## Leben
William Townsend, Sohn des Technischen Zeichners John Townsend, arbeitete nach dem Schulbesuch einige Zeit als Gehilfe im Kartoffelhandel seines Bruders und übernahm später eine Stelle als Angestellter in einem Hopfenlager. Er kam am 2. August 1853 in Südaustralien an und war zunächst als Verkäufer in einem Schuhgeschäft beschäftigt. Er eröffnete später einen eigenen Schuhmacherbetrieb, bis ihm Francis Joseph Botting riet, Auktionator zu werden. Er arbeitete daraufhin bei den Auktionshäusern J. M. Solomon & Co., F. J. Botting und Neales, Wickstead & Co., ehe er später sein eigenes Unternehmen, Townsend and Son gründete. Er engagierte sich in der Politik und half bei der Ausarbeitung der Verfassung von 1855. 
Nach dem Mandatsverzicht von William Bower Dawes am 24. November 1857 wurde Townsend bei der notwendigen Nachwahl (By-election) im damaligen Zwei-Personen-Wahlkreis Onkaparinga am 23. Dezember 1857 erstmals zum Mitglied der South Australian House of Assembly gewählt, des Unterhauses des Parlaments von South Australia, und vertrat diesen Wahlkreis bis zum 27. März 1870, woraufhin Friedrich Krichauff dieses Mandat übernahm. Am 4. Juli 1863 wurde er in die erste Regierung von Premier Francis Dutton und fungierte in dieser bis zum 15. Juli 1863 elf Tage lang als Minister für öffentliche Arbeiten (Commissioner of Public Works).

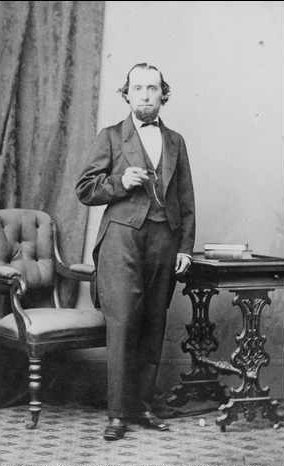
William Townsend (1865)

Als Nachfolger von Samuel Goode wurde er 1864 Bürgermeister von Adelaide und bekleidete das Amt zwei Jahre lang bis zu seiner Ablösung durch Henry Robert Fuller 1866. In der zweiten Regierung von Premier John Hart bekleidete er vom 24. September bis zum 13. Oktober 1868 das Amt als Minister für Ländereien der Krone und Einwanderung (Commissioner of Crown Lands and Immigration).
Bei der Wahl am 28. März 1870 wurde Townsend im Zwei-Personen-Wahlkreis The Sturt erneut zum Mitglied der Legislativversammlung gewählt und konnte sich dabei gegen den bisherigen Mandatsträger Frederick Spicer durchsetzen, der erst am 10. Februar 1870 bei einer Nachwahl diesen Sitz übernommen hatte. Er vertrat diesen Wahlkreis, der zum 10. Februar 1875 in Sturt umbenannt wurde, bis zu seinem Tode am 25. Oktober 1882. Die daraufhin erforderliche Nachwahl am 13. November 1882 wurde von Thomas King gewonnen, der diesen Wahlkreis bereits von 1876 bis 1881 vertreten hatte. Am 10. November 1871 wurde er in die zweite Regierung von Premier Arthur Blyth berufen und hatte in dieser bis zum 22. Januar 1872 erneut den Posten als Minister für Ländereien der Krone und Einwanderung inne.
Am 22. Juni 1876 wurde William Townsend als Nachfolger des zum Minister ernannten John Carr als Deputy Speaker and Chairman of Committees zum stellvertretenden Sprecher und Vorsitzenden der Ausschüsse der Legislativversammlung gewählt und bekleidete diese Funktionen bis zu seinem Tode am 25. Oktober 1882, woraufhin Luke Furner diese Funktionen am 31. Oktober 1882 übernahm. Daneben fungierte er zwischen 1878 und 1881 auch als Bürgermeister von Unley City. Daneben engagierte er sich für das Blindenasyl in der Stadt Adelaide und gründete die südaustralische Institution für Blinde, Gehörlose und Stumme (South Australian Institution for the Blind, Deaf and Dumb).
Am 25. Dezember 1852 heiratete Townsend in St. Pancras Emma Slade, mit der und seinem Kind er am 2. August 1853 in Südaustralien ankam. Seine Frau starb kurz nach ihrer Ankunft und später heiratete er Jane Hooper, mit der er vier Töchter und drei Söhne hatte.